# Liste der Biografien/Mand
Liste der Biografien |
Portal Biografien |
Personensuche
# |
A |
B |
C |
D |
E |
F |
G |
H |
I |
J |
K |
L |
M |
N |
O |
P |
Q |
R |
S |
T |
U |
V |
W |
X |
Y |
Z |
?
 
Ma |
Mb |
Mc |
Md |
Me |
Mf |
Mg |
Mh |
Mi |
Mj |
Mk |
Ml |
Mm |
Mn |
Mo |
Mp |
Mq |
Mr |
Ms |
Mt |
Mu |
Mv |
Mw |
Mx |
My |
Mz
 
Maa |
Mab |
Mac |
Mad |
Mae |
Maf |
Mag |
Mah |
Mai |
Maj |
Mak |
Mal |
Mam |
Man |
Mao |
Map |
Maq |
Mar |
Mas |
Mat |
Mau |
Mav |
Maw |
Max |
May |
Maz
 
Mana |
Manb |
Manc |
Mand |
Mane |
Manf |
Mang |
Manh |
Mani |
Manj |
Mank |
Manl |
Mann |
Mano |
Manp |
Manq |
Manr |
Mans |
Mant |
Manu |
Manv |
Manw |
Many |
Manz
Die Liste der Biografien führt alle Personen auf, die in der deutschsprachigen Wikipedia einen Artikel haben. Dieses ist eine Teilliste mit 355 Einträgen von Personen, deren Namen mit den Buchstaben „Mand“ beginnt.

## Mand
- Mand, Andreas (* 1959), deutscher Schriftsteller
- Mänd, Anu (* 1968), estnische Historikerin
- Mand, Carl (1811–1892), deutscher Klavierbauer und Unternehmer
- Mänd, Heljo (1926–2020), estnische Dichterin, Schriftstellerin und Kinderbuchautorin

### Manda
- Manda, Marianne (* 1943), deutsche bildende Künstlerin, Aktionskünstlerin und archäologische Zeichnerin
- Mandaba, Elisabeth (* 1989), zentralafrikanische Mittelstreckenläuferin
- Mandaba, Jean-Luc (1943–2000), zentralafrikanischer Politiker, Premierminister der Zentralafrikanischen Republik
- Mandacan, Dominggus (* 1959), indonesischer Politiker
- Mandach, André de (1918–1998), Schweizer Romanist und Mediävist
- Mandach, Conrad von (1870–1951), Schweizer Kunsthistoriker
- Mandacı, Çetin (* 1970), griechischer Politiker der türkischen Minderheit Westthrakiens
- Mandagi, Petrus Canisius (* 1949), indonesischer Ordensgeistlicher und römisch-katholischer Erzbischof von Merauke
- Mandak, Sabine (* 1956), österreichische Politikerin (Grüne), Landtagsabgeordnete, Abgeordnete zum Nationalrat
- Mandalinci, Hakan (* 1973), türkischstämmiger Maler und Grafiker
- Mandalinić, Stipe (* 1992), kroatischer Handballspieler
- Mandan, Robert (1932–2018), US-amerikanischer Schauspieler
- Mandanda, Parfait (* 1989), kongolesisch-französischer Fußballspieler
- Mandanda, Steve (* 1985), französischer FußballtorhüterSteve Mandanda (* 1985)

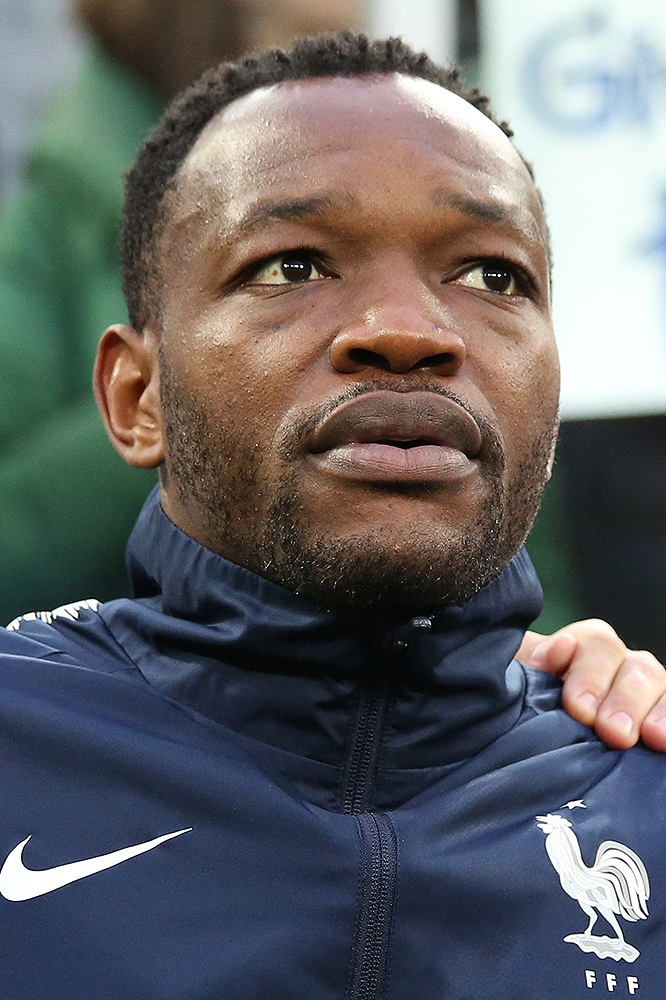
Steve Mandanda (* 1985)

- Mandane, königliche Gemahlin des altpersischen Königs Kambyses I.
- Mandanipur, Shahriar (* 1957), iranischer Schriftsteller
- Mandara (1845–1891), Anführer des Volkes der Chagga
- Mandarà, Enzo Leonardo, deutsch-italienischer Schauspieler
- Mandara, Ernesto (* 1952), italienischer Geistlicher, römisch-katholischer Bischof
- Mandarić, Milan (* 1938), serbisch-amerikanischer Geschäftsmann und Fußballfunktionär
- Mandarini, Alberto (* 1966), italienischer Jazzmusiker
- Mandarino, Amadeo (1913–1996), argentinischer Tangosänger
- Mandarino, Joseph Anthony (1929–2007), kanadisch-US-amerikanischer Mineraloge
- Mandaroux, Jean (1917–1983), französischer Filmarchitekt
- Mandaryna (* 1978), polnische Choreographin, Tänzerin, Schauspielerin und Sängerin
- Mandat, Agnieszka (* 1953), polnische Schauspielerin
- Mandátová, Petra (* 1990), tschechische Unihockeyspielerin
- Mandava, Reinildo (* 1994), mosambikanischer Fußballspieler
- Mandavia, Ankush (* 1987), US-amerikanischer Pokerspieler
- Mandaza, Terrence (* 1984), simbabwischer Fußballspieler
- Mandazen Soto, Pablo (1912–2011), spanischer Geistlicher Zoologe und Naturschützer

### Mande
- Mande, Abdallah Kibet (* 1995), ugandischer Leichtathlet
- Mandé, Sayouba (* 1993), ivorischer Fußballtorhüter
- Mandeal, Cristian (* 1946), rumänischer Musiker, Pianist und Dirigent
- Mandefield, Victoria (* 1994), französische Ingenieurin und Sozialunternehmerin
- Mandel, August Ferdinand (1771–1846), deutscher Architekt, preußischer Baubeamter und Hochschullehrer
- Mandel, Babaloo (* 1949), US-amerikanischer Drehbuchautor
- Mandel, Birgit (* 1963), deutsche Kulturwissenschaftlerin und Hochschullehrerin
- Mandel, Doris (* 1948), deutsche Politikerin (SPD), MdHB
- Mandel, Doris Claudia (* 1951), deutsche Schriftstellerin
- Mandel, Eduard (1810–1882), deutscher Kupferstecher
- Mandel, Emily St. John (* 1979), kanadische SchriftstellerinEmily St. John Mandel (* 1979)

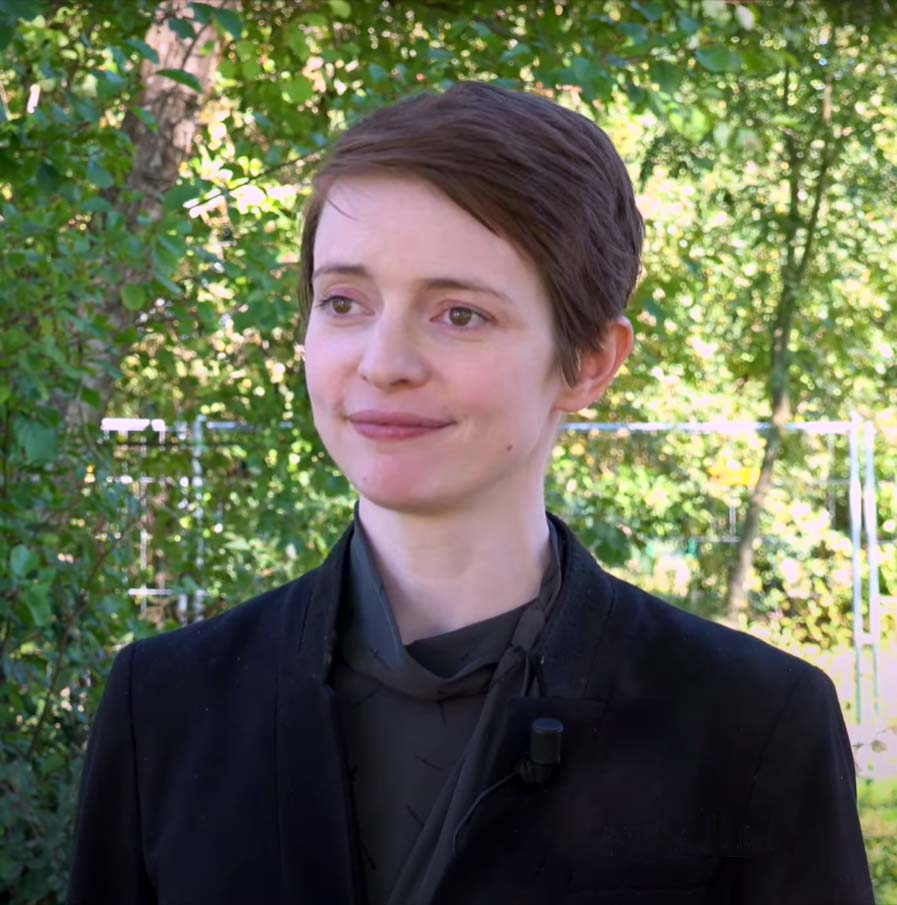
Emily St. John Mandel (* 1979)

- Mandel, Ernest (1923–1995), belgischer Ökonom
- Mandel, Ernst († 1957), deutscher Politiker, Bürgermeister in Wunstorf
- Mandel, Ernst (1841–1901), deutscher Theologe, Großdechant der Grafschaft Glatz und Generalvikar des Erzbistums Prag in Preußen
- Mandel, Fred (* 1953), kanadischer Keyboarder und Gitarrist
- Mandel, Gabriele (1924–2010), italienischer Hochschullehrer, Psychologe, Schriftsteller und Künstler
- Mandel, Georges (1885–1944), französischer Innenminister
- Mandel, Hans (1917–2010), deutscher Kommunalpolitiker (SPD), Bürgermeister der Stadt Viernheim
- Mandel, Harvey (* 1945), US-amerikanischer Blues- und Rock-Gitarrist
- Mandel, Heinrich (1919–1979), deutscher Manager der Elektrizitätsversorgung
- Mandel, Hermann (1882–1946), deutscher Theologe
- Mandel, Holger (* 1966), deutscher Filmregisseur, Schauspieler und Produzent
- Mandel, Howard, US-amerikanischer Musikjournalist, Sachbuchautor, Hörfunkmoderator und Hochschullehrer
- Mandel, Howie (* 1955), kanadischer Komiker, Schauspieler, Synchronsprecher und FernsehmoderatorHowie Mandel (* 1955)

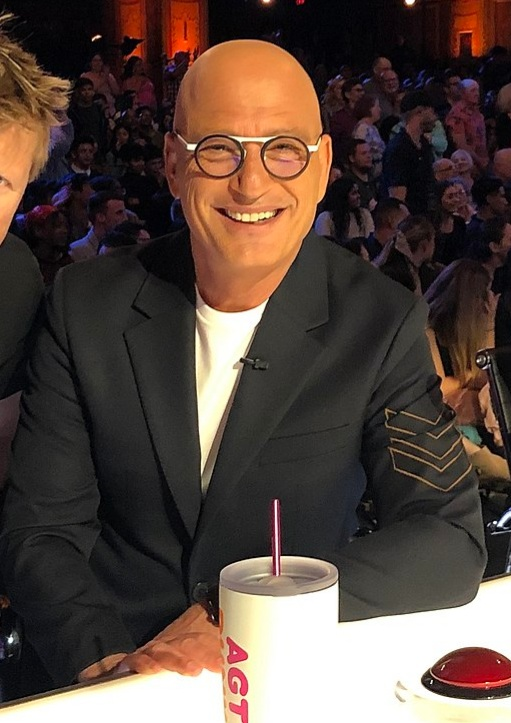
Howie Mandel (* 1955)

- Mandel, Jean (1911–1974), deutscher Unternehmer, Mitbegründer des Landesverbandes der Israelitischen Kultusgemeinden in Bayern und dessen Vizepräsident
- Mandel, Jean-Louis (* 1946), französischer Genetiker
- Mandel, Johnny (1925–2020), US-amerikanischer Filmmusikkomponist
- Mandel, Joyce (1950–2016), US-amerikanische Schauspielerin und Model
- Mandel, Julien, Kunst- und Erotikfotograf und Filmemacher
- Mandel, Karl Wilhelm (1851–1924), deutscher Verwaltungsjurist und Unterstaatssekretär
- Mandel, Ladislas (1921–2006), ungarisch-französischer Typograf
- Mandel, Leonard (1927–2001), US-amerikanischer Physiker
- Mandel, Marvin (1920–2015), US-amerikanischer Politiker, Gouverneur von Maryland
- Mandel, Max (* 1975), kanadischer Bratschist
- Mandel, Moses (1883–1938), ungarisch-schweizerischer Gewerkschafter, Schreiner
- Mandel, Paul (* 1942), belgischer Physiker
- Mandel, René (* 1991), deutscher Autorennfahrer
- Mandel, Ruth B. (1938–2020), US-amerikanische Politikwissenschaftlerin
- Mandel, Steffen (* 1954), deutscher Kunst- und Antiquitätenhändler
- Mandel, Stephen (* 1945), kanadischer Politiker, Bürgermeister von Edmonton (seit 2004)
- Mandel, Thomas (* 1965), österreichischer Komponist
- Mandel, Ursula (* 1953), deutsche Klassische Archäologin
- Mandel-Mantello, George (1901–1992), rumänischer Widerstandskämpfer, Erster Sekretär des Konsuls der Republik El Salvador in Genf (1942–1945)
- Mandela, Mandla (* 1974), südafrikanischer Politiker
- Mandela, Nelson (1918–2013), südafrikanischer Politiker und Anti-Apartheid-Kämpfer, Präsident von Südafrika (1994–1999)Nelson Mandela (1918–2013)

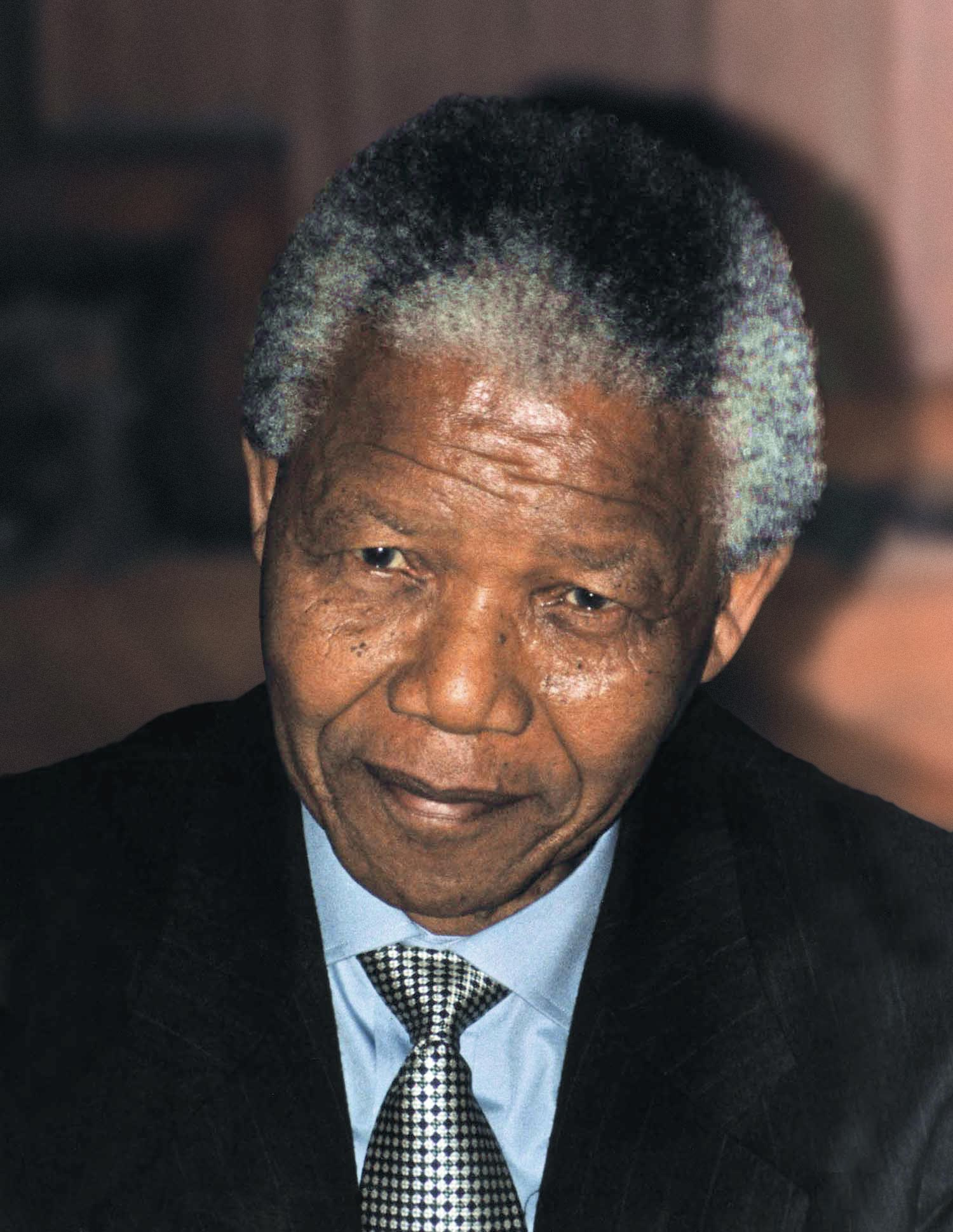
Nelson Mandela (1918–2013)

- Mandela, Zindzi (1960–2020), südafrikanische Lyrikerin und Politikerin
- Mandela-Dlamini, Zenani (* 1959), südafrikanische Diplomatin und Schwägerin des Königs Mswati III. von Swasiland
- Mandelartz, Carl (1908–1982), deutscher Schriftsteller
- Mandelartz, Herbert (1948–2022), deutscher Ministerialbeamter, Richter und Staatssekretär
- Mandelbaum, Allen (1926–2011), US-amerikanischer Hochschullehrer für italienische Literatur
- Mandelbaum, Fredericka (1825–1894), New Yorker Unternehmerin
- Mandelbaum, Henryk (1922–2008), Überlebender des Holocaust
- Mandelbaum, Kurt (1904–1995), deutsch-britischer Ökonom
- Mandelbaum, Stéphane (1961–1986), belgischer Künstler
- Mandelblüh, Franz (1807–1878), österreichischer Anwalt und Politiker
- Mandelbrojt, Szolem (1899–1983), französischer Mathematiker
- Mandelbrot, Benoît (1924–2010), französisch-US-amerikanischer Mathematiker
- Mandelik, Lucien C. (1907–1998), tschechisch-französischer und seit seinem Exil in den Vereinigten Staaten US-amerikanischer Filmpublizist
- Mandelíková, Kateřina (* 2003), tschechische Tennisspielerin
- Mandeljc, Anja (* 1999), slowenische Skilangläuferin
- Mandelkern, Salomon (1846–1902), russisch-jüdischer Lexikograf, Dichter, Übersetzer und Schriftsteller
- Mandelkow, Eckhard (* 1943), deutscher Physiker
- Mandelkow, Eva-Maria, deutsche Medizinerin und Alzheimer-Forscherin
- Mandelkow, Karl Robert (1926–2008), deutscher Germanist und Hochschullehrer
- Mandell, Daniel (1895–1987), US-amerikanischer Filmeditor
- Mandell, Eleni (* 1969), US-amerikanische Singer-Songwriterin
- Mandell, Eric (1902–1988), deutscher, jüdischer Lehrer und Chasan, Musikwissenschaftler und Sammler
- Mandell, Jake (* 1975), US-amerikanischer Musiker
- Mandell, Phillipp von (1741–1828), Bürgermeister, Hofmarschall
- Mandell, Richard D. (1929–2013), amerikanischer Historiker, Kunstsammler, Langstreckenläufer und Triathlet
- Mandell, Rudolf von (1816–1896), österreichischer Politiker
- Mandell, Sammy (1904–1967), US-amerikanischer Boxer italienischer Abstammung im Leichtgewicht
- Mandello, Jeanne (1907–2001), deutsche Fotografin
- Mandelmann, Erling (1935–2018), dänischer Fotograf
- Mandelot, François de (1529–1588), Gouverneur von Lyon
- Mandelslo, Hermann Clamor von (1573–1648), deutscher Verwaltungsbeamter
- Mandelslo, Johann Albrecht von (1616–1644), deutscher Adeliger und Reisender
- Mandelsloh, Albrecht von (1861–1933), sächsischer Generalmajor
- Mandelsloh, Ernst August von (1886–1962), österreichischer Maler und Graphiker
- Mandelsloh, Friedrich Maximilian von (1790–1871), sächsischer Generalmajor
- Mandelsloh, Friedrich von (1795–1870), deutscher Förster und Geologe
- Mandelsloh, Ulrich Lebrecht von (1760–1827), württembergischer Staatsminister
- Mandelson, Peter (* 1953), britischer Politiker (Labour Party)
- Mandelstam, Andrei Nikolajewitsch (1869–1949), russischer Jurist und Diplomat
- Mandelstam, Leonid Isaakowitsch (1879–1944), russisch-sowjetischer Physiker
- Mandelstam, Nadeschda Jakowlewna (1899–1980), russische Autorin, Frau von Ossip Mandelstam
- Mandelstam, Ossip Emiljewitsch (1891–1938), russischer DichterOssip Emiljewitsch Mandelstam (1891–1938)

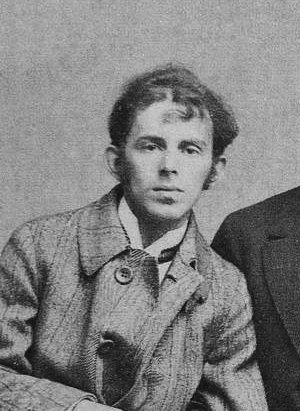
Ossip Emiljewitsch Mandelstam (1891–1938)

- Mandelstam, Sergei Leonidowitsch (1910–1990), russischer Physiker
- Mandelstam, Stanley (1928–2016), US-amerikanischer Physiker
- Mandelstamm, Max E. (1839–1912), jüdischer Augenarzt und Zionist
- Mandeltort, Hugo (1872–1933), österreichischer Architekt
- Mandelzweig, Seraphin (1792–1864), österreichischer Schriftsteller, Bühnenautor, Übersetzer und Theaterkritiker
- Mandeng, Annabelle (* 1971), deutsche Schauspielerin, Moderatorin und ModelAnnabelle Mandeng (* 1971)

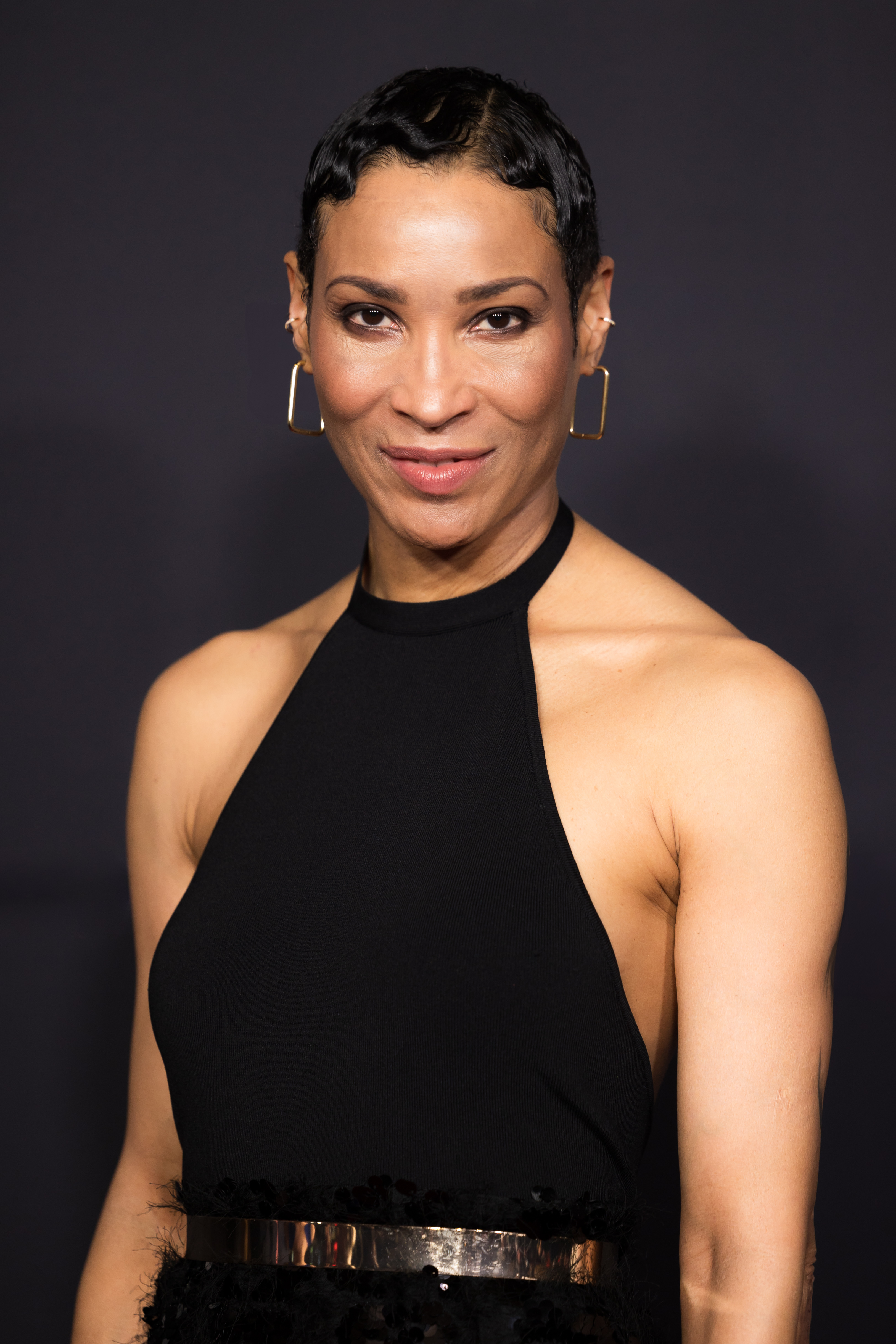
Annabelle Mandeng (* 1971)

- Mander, Cornelius van (* 1611), Bildhauer und Steinmetz des Manierismus
- Mander, Geoffrey (1882–1962), britischer Politiker (Liberal Party), Industrieller und Mäzen
- Mander, Helmut (* 1940), deutscher Rennfahrer und Geschäftsmann
- Mander, Jane (1877–1949), neuseeländische Journalistin und Romanautorin
- Mander, Karel van (1548–1606), niederländischer Maler; Verfasser des Buches Schilder-Boeck
- Mander, Lewis Norman (1939–2020), neuseeländischer Chemiker (Organische Chemie)
- Mander, Matthias (* 1933), österreichischer Schriftsteller
- Mander, Miles (1888–1946), britischer Schauspieler, Filmregisseur, Drehbuchautor und Filmproduzent
- Mander, Noel Percy (1912–2005), britischer Orgelbauer
- Mander, Peter (1928–1998), neuseeländischer Segler
- Mandera, Heinz-Eberhard (1922–1995), deutscher Prähistoriker und Kurator
- Manderbach, Richard (1889–1962), deutscher Politiker (NSDAP), MdR, MdL und SA-Brigadeführer
- Manderla, Gisela (* 1958), deutsche Politikerin (CDU), MdB
- Manderman, Heinrich (1923–2002), staatenloser UnternehmerHeinrich Manderman (1923–2002)

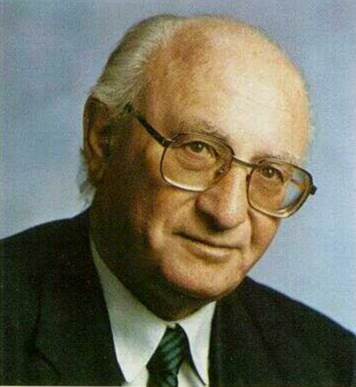
Heinrich Manderman (1923–2002)

- Manders, Bernardus Marie (* 1962), niederländischer Schauspieler

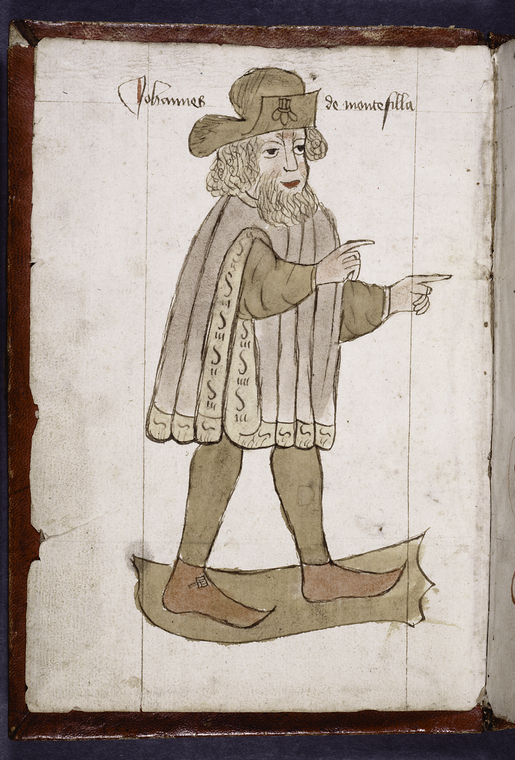
Jean de Mandeville

- Manders, Dave (* 1941), US-amerikanischer American-Football-Spieler
- Manders, Jack (1909–1977), US-amerikanischer American-Football-Spieler
- Manders, Jos (1932–1978), niederländischer Bildhauer, Objekt- und Reliefkünstler
- Manders, Mark (* 1968), niederländischer Objekt- und Installationskünstler
- Manders, Pug (1913–1985), US-amerikanischer Footballspieler
- Manders, Toine (* 1956), niederländischer Politiker (50PLUS), MdEP
- Manderscheid, Dieter (* 1956), deutscher Jazz-Bassist
- Manderscheid, Johann Arnold von (1606–1644), Graf von Manderscheid-Blankenheim, Herr zu Jünkerath, Daun und Kerpen
- Manderscheid, Johannes (1936–2020), deutscher Architekt und Möbeldesigner
- Manderscheid, Katharina, deutsche Soziologin
- Manderscheid, René (* 1927), luxemburgischer Fußballspieler
- Manderscheid, Roger (1933–2010), luxemburgischer Schriftsteller
- Manderscheid, Ulrich von, deutscher Adliger und Erzbischof von Trier
- Manderscheid-Blankenheim, Anna Salome von (1628–1691), Äbtissin des Frauenstifts Thorn, Äbtissin des Frauenstifts Essen
- Manderscheid-Blankenheim, Clara Elisabeth von (1631–1688), Stiftsdame in den Stiften Thorn und Essen sowie Dechantin im Stift Elten
- Manderscheid-Blankenheim, Eberhard von, Domherr in Trier
- Manderscheid-Blankenheim, Hermann von (1535–1604), Graf von Manderscheid-Blankenheim, kaiserlicher Gesandter und Sammler
- Manderscheid-Blankenheim, Johann IV. von (1538–1592), Bischof von Straßburg (1569–1592)
- Manderscheid-Blankenheim, Johann Moritz Gustav von (1676–1763), Bischof von Wiener Neustadt, Erzbischof von Prag
- Manderscheid-Blankenheim-Gerolstein, Margaretha Elisabeth von (1575–1604), Äbtissin im Stift Freckenhorst und Reichsstift Essen
- Manderscheid-Blankenheim-Gerolstein, Philipp Salentin von (1615–1680), deutscher römisch-katholischer Geistlicher, Domherr in Köln
- Manderscheidt, Nicolaus (1580–1662), deutscher Orgelbauer
- Mandersloot, Marjolijn (* 1959), niederländische Bildhauerin
- Manderson, Charles F. (1837–1911), US-amerikanischer Politiker
- Manderston, William († 1552), schottischer Theologe, Philosoph und Autor
- Manderville, Kent (* 1971), kanadischer Eishockeyspieler
- Mandetta, Luiz Henrique (* 1964), brasilianischer Kinderorthopäde, Politiker und Gesundheitsminister
- Mandeville, Bernard (1670–1733), niederländisch-englischer Arzt und Sozialtheoretiker
- Mandeville, Bruce (* 1960), kanadischer Vielseitigkeitsreiter
- Mandeville, Geoffrey de, englischer Adliger, Konstabler des Tower of London
- Mandeville, Geoffrey de, 1. Earl of Essex († 1144), englischer Adliger
- Mandeville, Geoffrey de, 2. Earl of Essex († 1166), Earl of Essex
- Mandeville, Jean de, mittelalterlicher Autor; Verfasser einer geografischen WeltdarstellungJean de Mandeville
- Mandeville, Roger (* 1941), US-amerikanischer Automobilrennfahrer
- Mandeville, William de, Konstabler des Tower of London
- Mandeville, William de, 3. Earl of Essex († 1189), englischer Berater der Könige Heinrich II und Richard I.

### Mandh
- Mandhana, Smriti (* 1996), indische Cricketspielerin

### Mandi
- Mandi, Aïssa (* 1991), französisch-algerischer Fußballspieler
- Mandi, Arienne (* 1994), US-amerikanische Schauspielerin
- Mándi, Gyula (1899–1969), ungarischer Fußballspieler und -trainer
- Mandiangu, Christopher (* 1992), deutscher Fußballspieler
- Mandiargues, André Pieyre de (1909–1991), französischer Schriftsteller
- Mandiberg, Michael (* 1977), US-amerikanische kunstschaffende Person
- Mandić, Andrija (* 1965), montenegrinischer Politiker, Vorsitzender der Serbischen Volkspartei in Montenegro
- Mandić, Ante (1881–1959), jugoslawischer Politiker
- Mandić, David (* 1997), kroatischer Handballspieler
- Mandic, Dubravko (* 1980), deutscher Jurist und Politiker (AfD)
- Mandić, Dušan (* 1994), serbischer Wasserballspieler
- Mandić, Igor (* 1991), bosnisch-herzegowinischer Handballspieler
- Mandić, Josip (1883–1959), kroatischer Komponist
- Mandić, Leopold (1866–1942), kroatischer Kapuziner und HeiligerLeopold Mandić (1866–1942)

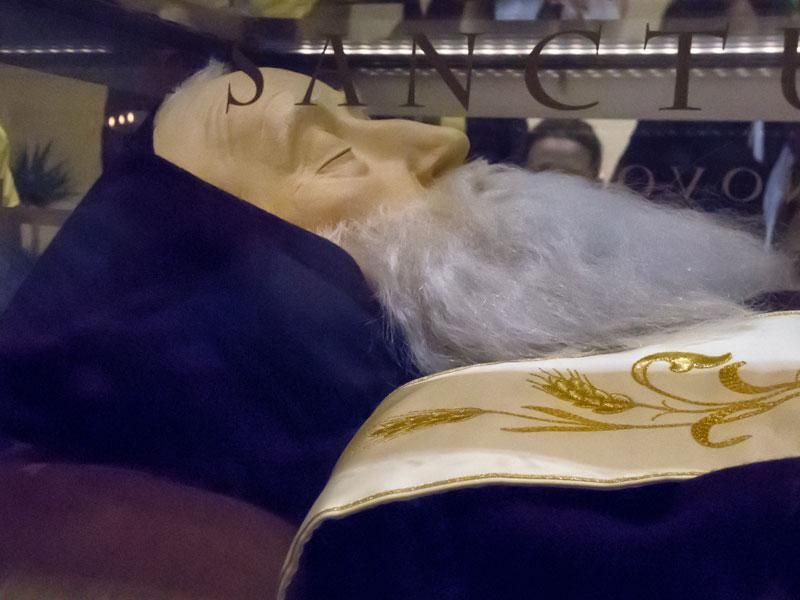
Leopold Mandić (1866–1942)

- Mandić, Marko (* 1974), slowenischer Schauspieler
- Mandić, Matej (* 2002), bosnisch-kroatischer Handballspieler
- Mandić, Matko (1849–1915), Politiker, Geistlicher und Publizist, der sich in der kroatischen und slowenischen Nationalbewegung in Istrien und Triest engagierte
- Mandić, Mihajlo (* 2000), serbischer Sprinter
- Mandić, Milica (* 1991), serbische Taekwondoin
- Mandić, Nikola (1869–1945), kroatischer Politiker und Kriegsverbrecher
- Mandić, Ratko (* 1992), serbischer Fußballspieler
- Mandić, Vladimir (* 1980), serbischer Handballspieler und Politiker
- Mandicevschi, Constantin (1859–1933), österreichisch-rumänischer Lehrer und Bibliothekar
- Mandico, Bertrand (* 1971), französischer Experimentalfilmregisseur
- Mandija, Ledina (* 1974), albanische Juristin und 2017 stellvertretende Ministerpräsidentin
- Mandikian, Arda (1924–2009), griechische Opern- und Konzertsängerin (Sopran)
- Mandin Bastes, Arturo (1944–2024), philippinischer Ordensgeistlicher, römisch-katholischer Bischof von Sorsogon
- Mandinga, Pedro, mittelamerikanischer Sklavenanführer
- Mandiola, Manix (* 1958), spanischer Fußballspieler und -trainer
- Mandioni, Nadir (* 1974), Schweizer Eishockey-Schiedsrichter
- Mandir, Eileen (* 1981), deutsche Systemtheoretikerin und Hochschullehrerin
- Mandir, Martina (* 1993), kroatisch-bosnische Fußballspielerin
- Mandıralı, Hami (* 1968), türkischer Fußballspieler und -trainerHami Mandıralı (* 1968)

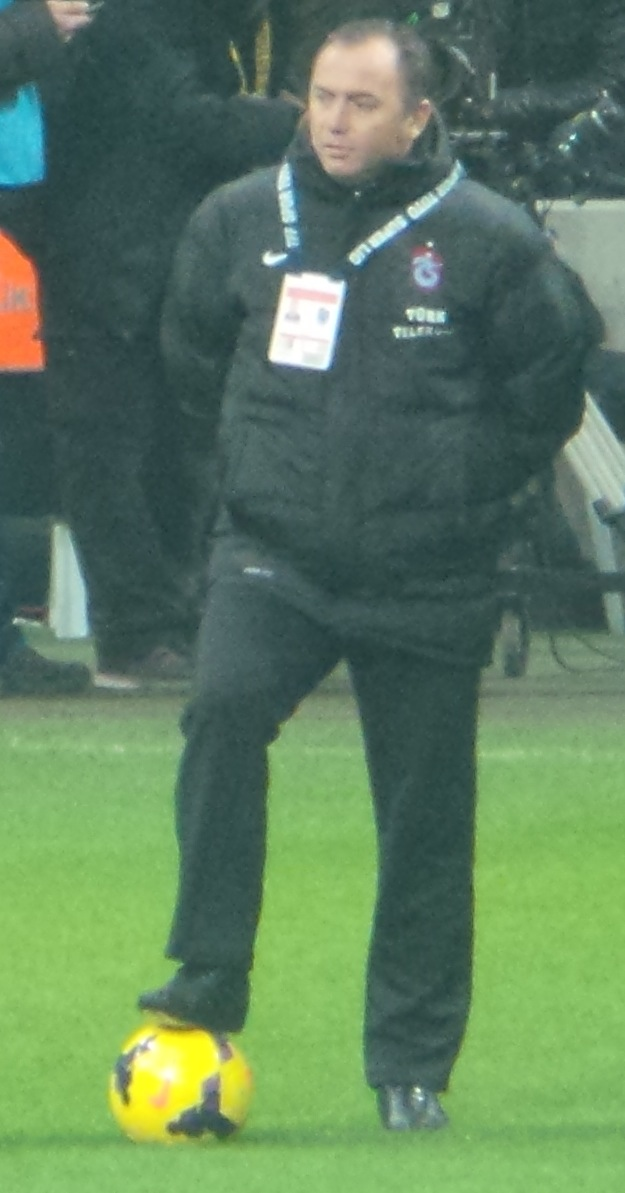
Hami Mandıralı (* 1968)

- Mandisa (1976–2024), US-amerikanische Gospelsängerin
- Mandischer, Joachim Christoph (1774–1860), deutscher Organist, letzter Lübecker Ratsmusiker
- Mandixen, Heinrich (1536–1581), deutscher Jesuit

### Mandj
- Mandjambi, Ignace (* 1940), kongolesischer Radrennfahrer
- Mandje, Roberto (* 1982), äquatorialguineischer Leichtathlet
- Mandjeck, Georges (* 1988), kamerunischer Fußballspieler
- Mandjo, Laurent Akran (1940–2020), ivorischer Geistlicher und römisch-katholischer Bischof von Yopougon
- Mandjombe, Soulemanou (* 1992), kamerunischer Fußballspieler

### Mandl
- Mandl, Bernhard Michael († 1711), Salzburger Bildhauer
- Mandl, Felix (* 2003), österreichischer Fußballspieler
- Mandl, Franz (1916–1988), österreichischer Fußballspieler
- Mandl, Franz (1923–2009), britischer Physiker
- Mandl, Franz (* 1953), österreichischer Prähistoriker und Volkskundler
- Mandl, Franz (* 1958), österreichischer Politiker (FPÖ, BZÖ, FPK), Landtagsabgeordneter
- Mandl, Friedrich (1901–1983), deutscher Politiker (CSU), Mitglied der Verfassunggebenden Landesversammlung in Bayern
- Mandl, Fritz (1900–1977), österreichischer Industrieller
- Mandl, Fritz (1908–1985), deutschamerikanischer Kameramann
- Mandl, Gerhard W. (* 1954), österreichischer Geologe
- Mandl, Gerwald (* 1940), Ökonom
- Mandl, Heinz (* 1937), deutscher Pädagoge
- Mandl, Herbert (* 1961), österreichischer Skitrainer und Skirennläufer
- Mandl, Herbert Thomas (1926–2007), jüdisch-tschechischer Musiker, Philosoph und Schriftsteller
- Mandl, Hermann (1857–1922), österreichisch-ungarischer Großhändler
- Mandl, Horst (1936–2018), österreichischer Zehnkämpfer, Hochspringer, Weitspringer, Dreispringer und Hürdenläufer
- Mandl, Ignaz (1833–1907), österreichischer Arzt und Kommunalpolitiker
- Mandl, Ines (1917–2016), österreichisch-US-amerikanische Biochemikerin
- Mandl, Johann (1899–1970), österreichischer Politiker
- Mandl, Johann von (1588–1666), deutscher Staatsmann
- Mandl, Johannes (1899–1937), österreichischer katholischer Geistlicher und Kunsthistoriker
- Mandl, Karl (1891–1989), österreichischer Koleopterologe und Botaniker
- Mandl, Leopold (1849–1925), Kaufmann und Redakteur
- Mandl, Leopold (1860–1930), österreichischer Journalist und Redakteur
- Mandl, Ludwig (1812–1881), ungarisch-französischer Mediziner
- Mandl, Lukas (* 1979), österreichischer Politiker (ÖVP), Landtagsabgeordneter
- Mandl, Maria (1912–1948), österreichische Kriegsverbrecherin, Aufseherin im Vernichtungslager Auschwitz-BirkenauMaria Mandl (1912–1948)

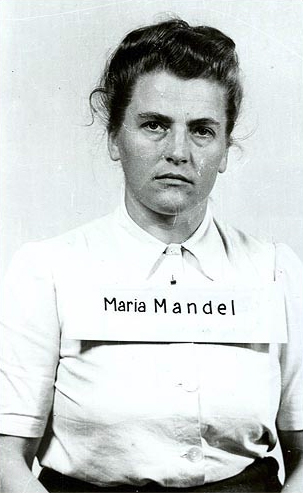
Maria Mandl (1912–1948)

- Mandl, Petr (1933–2012), tschechischer Mathematiker
- Mandl, Richard (1859–1918), österreichischer Komponist
- Mandl, Rok (* 1988), slowenischer Skispringer
- Mandl, Rudolf (1926–2010), österreichischer Politiker
- Mandl, Thomas (* 1979), österreichischer Fußballtorhüter
- Mandl, Tom (* 1978), deutscher Schlagersänger und Schauspieler
- Mandl, Vladimír (1899–1941), tschechoslowakischer Rechtswissenschaftler und Luftrechtsexperte
- Mandl, Wilhelm (1910–1978), österreichischer Politiker (ÖVP), Abgeordneter zum Nationalrat
- Mandl, Žiga (* 1990), slowenischer Skispringer
- Mandlate, Paulo (1934–2019), mosambikanischer Ordensgeistlicher, emeritierter Bischof von Tete
- Mändle, Eduard (1936–2013), deutscher Wirtschaftswissenschaftler und Rektor der Hochschule Nürtingen-Geislingen
- Mändle, Markus (* 1967), deutscher Wirtschaftswissenschaftler
- Mandler, Anthony (* 1967), US-amerikanischer Musikvideo-Regisseur
- Mandler, Artur (1891–1971), tschechischer Schachkomponist
- Mandler, George (1924–2016), US-amerikanischer Psychologe
- Mandler, Hermann (* 1956), österreichischer Radrennfahrer
- Mandler, Lutz (* 1976), deutscher Basketballspieler
- Mandler, Robert (1896–1944), österreichischer Geschäftsmann
- Mandler, Tobias (* 2001), österreichischer Fußballspieler
- Mandler, Walter (1922–2005), deutsch-kanadischer Objektiv-Konstrukteur und Vizepräsident von Leitz, Kanada
- Mändli, Beat (* 1969), Schweizer Springreiter
- Mandlik, Elizabeth (* 2001), US-amerikanische Tennisspielerin
- Mandlik, Michael (* 1957), deutscher Journalist
- Mandlíková, Hana (* 1962), tschechisch-australische TennisspielerinHana Mandlíková (* 1962)

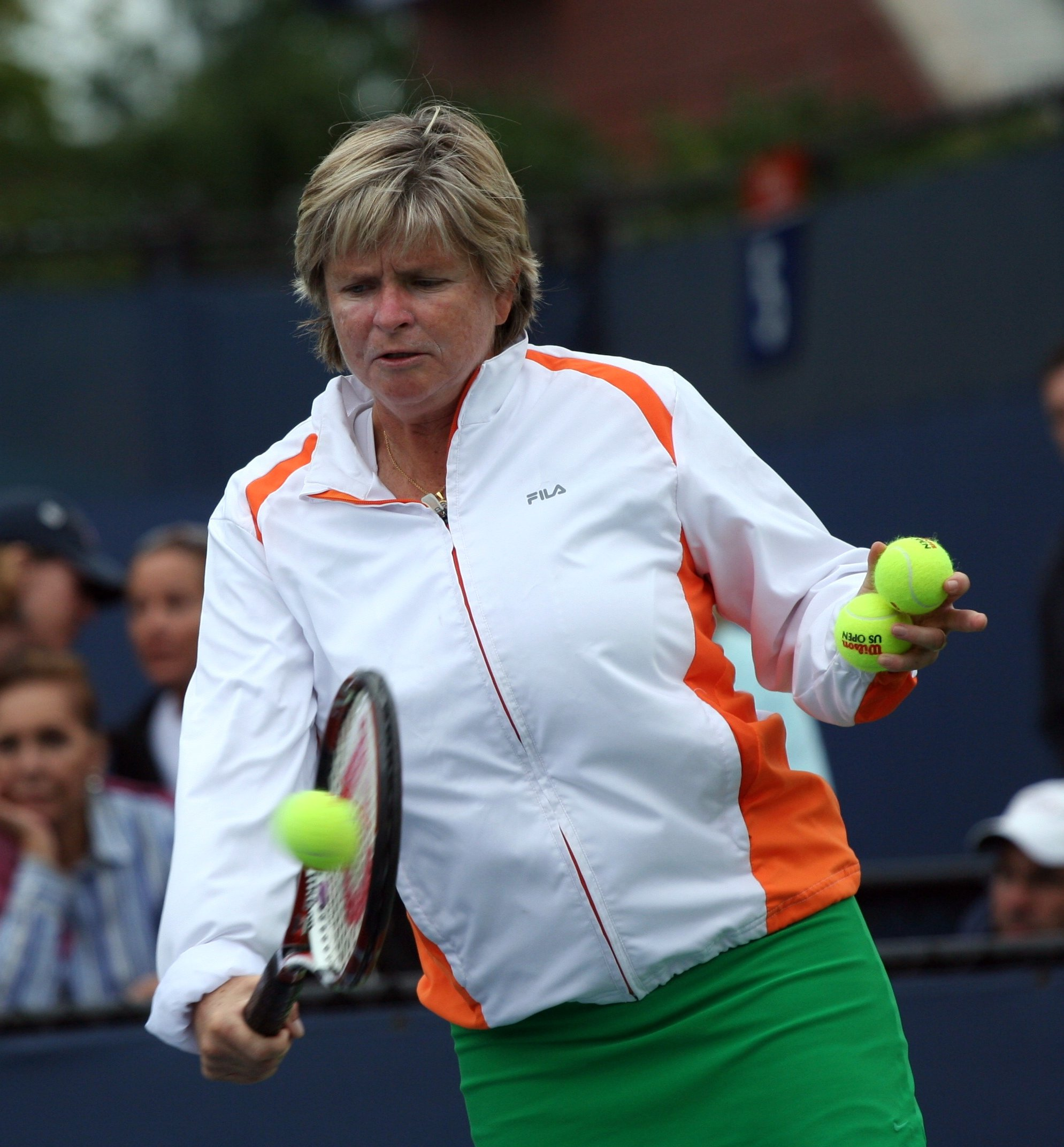
Hana Mandlíková (* 1962)

- Mandlová, Adina (1910–1991), tschechische Schauspielerin

### Mandm
- Mändmaa, Raivo (* 1950), estnischer Architekt
- Mändmets, Ilmar (1944–2015), estnischer Agrarexperte und Politiker
- Mändmets, Jakob (1871–1930), estnischer Schriftsteller und Journalist

### Mando
- Mando (* 1966), griechische Popsängerin
- Mando, Michael (* 1981), kanadischer Schauspieler
- Mandoki, Lara (* 1989), deutsche SchauspielerinLara Mandoki (* 1989)

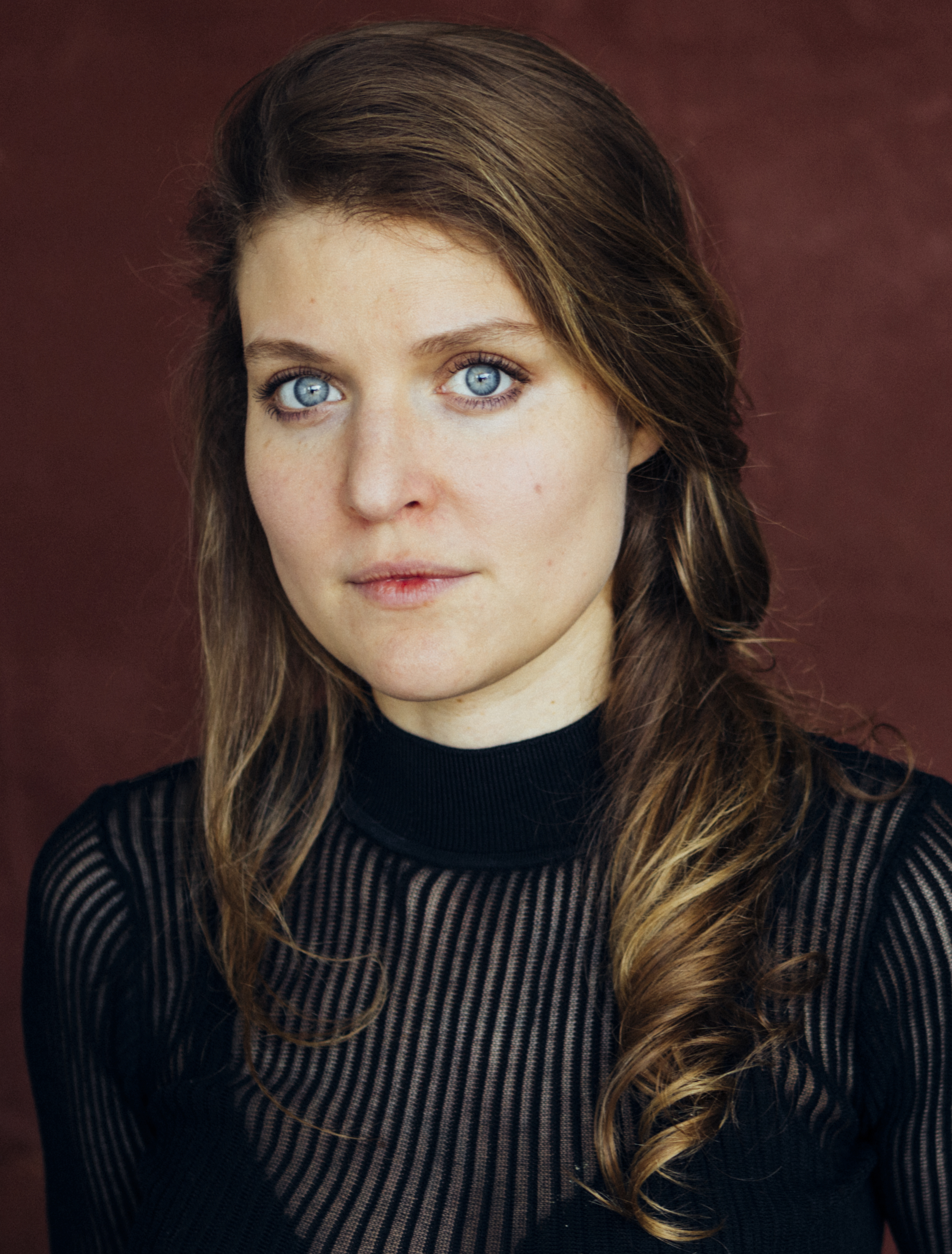
Lara Mandoki (* 1989)

- Mandoki, Leslie (* 1953), ungarisch-deutscher Musiker und Musikproduzent
- Mandoki, Luis (* 1954), mexikanischer Regisseur
- Mandolesi, Nazzareno (* 1944), italienischer Astrophysiker
- Mandonnaud, Claude (* 1950), französische Schwimmerin
- Mandonnet, Pierre (1858–1936), französischer Dominikaner, Kirchen- und Mittelalterhistoriker
- Mandorfer, August (* 1933), österreichischer Musikpädagoge und rechtskräftig verurteilter Straftäter
- Mandorfer, Peter (1885–1953), österreichischer Politiker (CSP, VF, ÖVP), Landtagsabgeordneter
- Mandorino, Maurizio (* 1980), Schweizer Tanzlehrer und Rock-’n’-Roll-Tänzer
- Mandorlini, Andrea (* 1960), italienischer Fußballspieler und -trainer
- Mandous, Abdullah Al (* 1966), emiratischer Meteorologe und UN-Funktionär
- Mandous, Aleš (* 1992), tschechischer Fußballtorhüter
- Mandous, Václav (* 1969), deutsch-tschechoslowakischer Eishockeyspieler
- Mandowsky, Erna (1906–2003), deutsch-britische Kunsthistorikerin
- Mandoza (1978–2016), südafrikanischer Musiker
- Mandozzi, Graziano (* 1939), Schweizer Komponist, Dirigent und Musikwissenschaftler
- Mandozzi, Orfeo (* 1968), Schweizer Violoncellist

### Mandr
- Mandragora, Rolando (* 1997), italienischer Fußballspieler
- Mandrake (1934–1988), brasilianischer Perkussionist
- Mandrake, Tom (* 1956), US-amerikanischer Comiczeichner
- Mandre, Felix (1928–2014), estnischer Dirigent, Pianist und Komponist
- Mandréa, Anthony (* 1996), französisch-algerischer Fußballtorwart
- Mândreanu, Constantin (* 1924), rumänischer Politiker (PCR) und Botschafter
- Mandreko, Sergei Wladimirowitsch (1971–2022), tadschikisch-russisch-österreichischer Fußballspieler und -trainer
- Mandrell, Barbara (* 1948), US-amerikanische Country-SängerinBarbara Mandrell (* 1948)

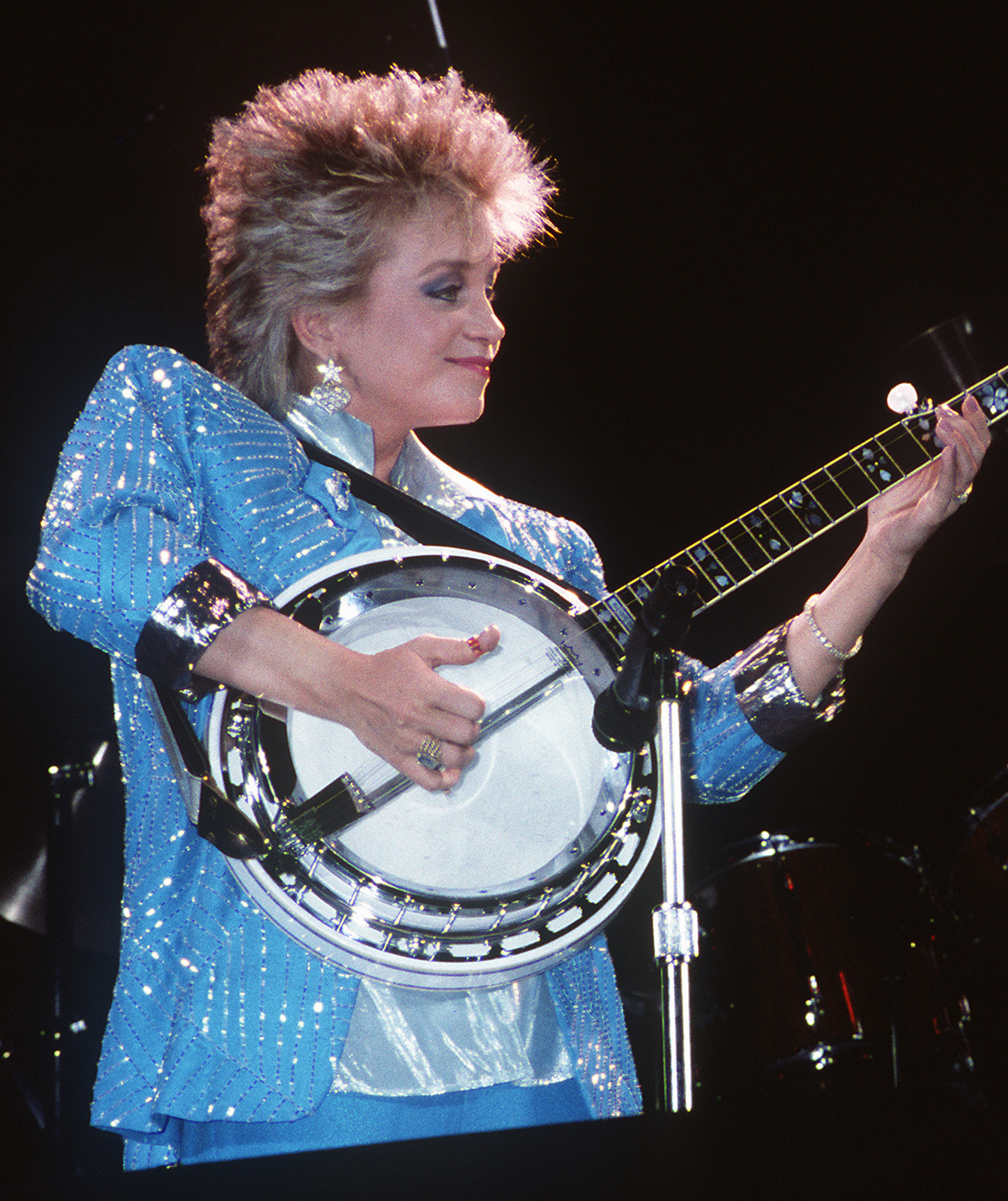
Barbara Mandrell (* 1948)

- Mandrell, Louise (* 1954), US-amerikanische Country-Sängerin und Country-Musikerin
- Mandrella, Ann (* 1971), französische Musicaldarstellerin
- Mandrella, Isabelle (* 1968), deutsche Philosophin
- Mandrella, Johann, deutscher Politiker
- Mandrella, Rudolf (1902–1943), deutscher Jurist und Gegner des Naziregimes
- Mandri, Rene (* 1984), estnischer Radrennfahrer
- Mandrika, Olga (* 1993), kasachische Skilangläuferin
- Mândrilă, Dan (1938–1992), rumänischer Jazzmusiker
- Mandrillon, Camille (1891–1969), französischer Skisportler und Offizier der Chasseurs alpins
- Mandrillon, Maurice (1902–1981), französischer Skilangläufer
- Mandrillon, René (1928–1970), französischer Skilangläufer
- Mandrin, Louis (1725–1755), französischer Räuberhauptmann
- Mandrini, Ferdinando (1897–1980), italienischer Turner
- Mandrino, Elena (* 1984), italienische Skeletonsportlerin
- Mandrokles, griechischer Baumeister im Dienste des persischen Großkönigs Dareios I.
- Mandron, Mikael (* 1994), französischer Fußballspieler
- Mandros, José Luis (* 1998), peruanischer Weitspringer
- Mandrot, Hélène de (1867–1948), Schweizer Künstlerin und Kunstmäzenin
- Mandrou, Robert (1921–1984), französischer Historiker
- Mandrú, Jorge (* 1986), chilenischer Skirennläufer
- Mandrup, Dorte (* 1961), dänische ArchitektinDorte Mandrup (* 1961)

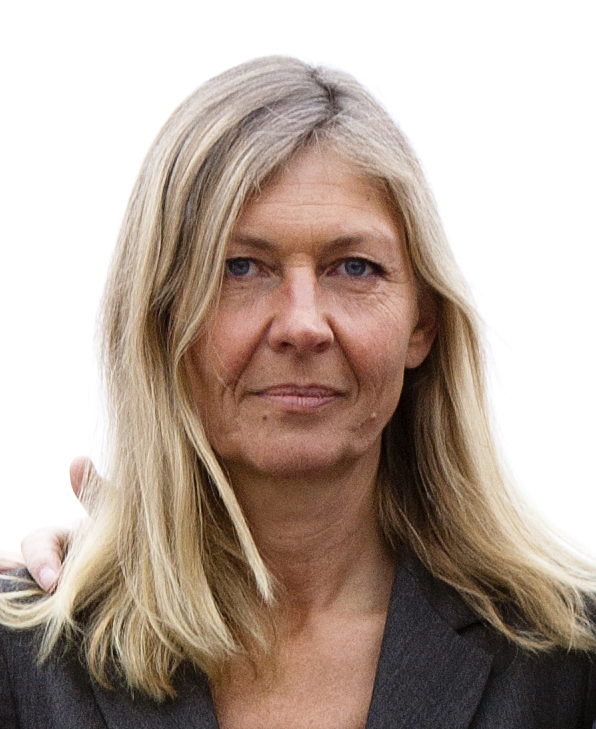
Dorte Mandrup (* 1961)

- Mandruzzato, Marco Antonio (1923–1969), italienischer Degenfechter
- Mandry, Christof (* 1968), deutscher Theologe, Ethiker und Hochschullehrer
- Mandry, Gustav (1863–1949), deutscher Chirurg
- Mandry, Gustav von (1832–1902), Hochschullehrer an der Universität Tübingen
- Mandry, Karl von (1866–1926), deutscher Richter und Justizminister des Königreichs Württemberg (1917–1918)
- Mandryka, Nikita (1940–2021), französischer Comiczeichner
- Mandrysch, Claudia (* 1969), deutsche FußballspielerinClaudia Mandrysch (* 1969)

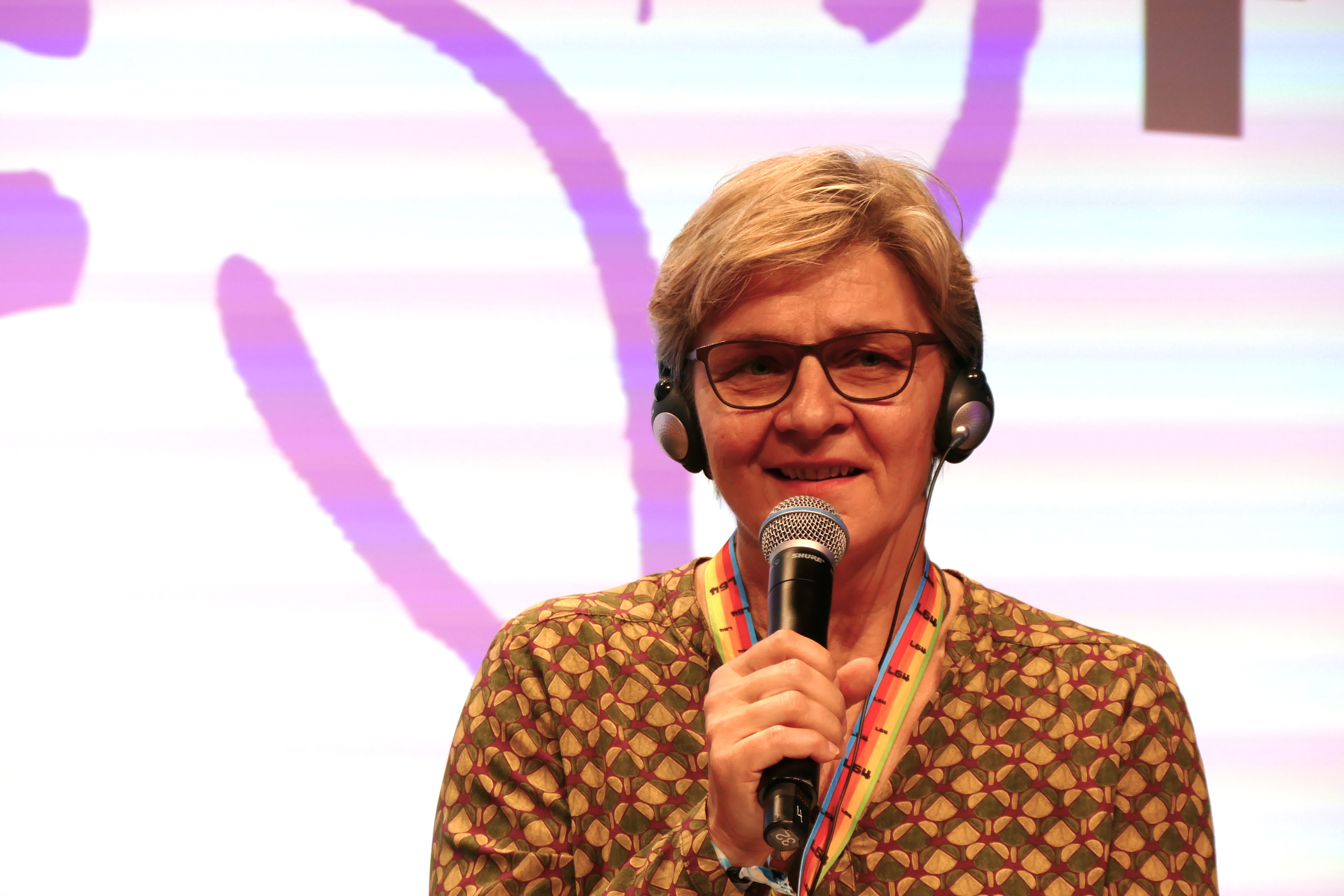
Claudia Mandrysch (* 1969)

- Mandrysch, John (* 1996), deutscher Radsportler

### Mands
- Mandsyn, Witalij (* 2003), ukrainischer Biathlet

### Mandt
- Mandt, André (* 1993), deutscher Fußballspieler
- Mandt, Brigitte (* 1960), deutsche Juristin
- Mandt, Harald (1888–1974), deutscher Versicherungsmanager
- Mandt, Martin Wilhelm von (1799–1858), deutscher Mediziner, Universitätsprofessor und Leibarzt des russischen Zaren Nikolaus I.
- Mandt, Otto (1858–1919), deutscher Marineoffizier, zuletzt Konteradmiral der Kaiserlichen Marine
- Mandt-Zunker, Hella (1937–2020), deutsche Politikwissenschaftlerin und Hochschullehrerin

### Mandu
- Mandubracius, britannischer Häuptling
- Manduchai, mongolische Regentin
- Mandula, Jeffrey (* 1941), US-amerikanischer Physiker
- Mandula, Petra (* 1978), ungarische Tennisspielerin
- Mandusic, Max (* 1998), italienischer Stabhochspringer

### Mandv
- Mandvi, Aasif (* 1966), US-amerikanischer Schauspieler indisch-britischer Herkunft

### Mandy
- Mandy (* 1997), belgische Hardstyle-DJ
- Mandy, Angelica (* 1992), britische Schauspielerin
- Mandy, Gary (* 1959), simbabwischer Radrennfahrer
- Mándy, Iván (1918–1995), ungarischer Schriftsteller
- Mandyczewski, Eusebius (1857–1929), österreichischer Musikwissenschaftler und Komponist
- Mandylor, Costas (* 1965), griechisch-australischer Schauspieler
- Mandylor, Louis (* 1966), griechisch-australischer Schauspieler, Regisseur, Drehbuchautor und Filmproduzent
- Mandyn, Jan, flämischer Maler

### Mandz
- Mandziara, Aleksander (1940–2015), polnischer Fußballspieler und Fußballtrainer
- Mandžukić, Mario (* 1986), kroatischer FußballspielerMario Mandžukić (* 1986)

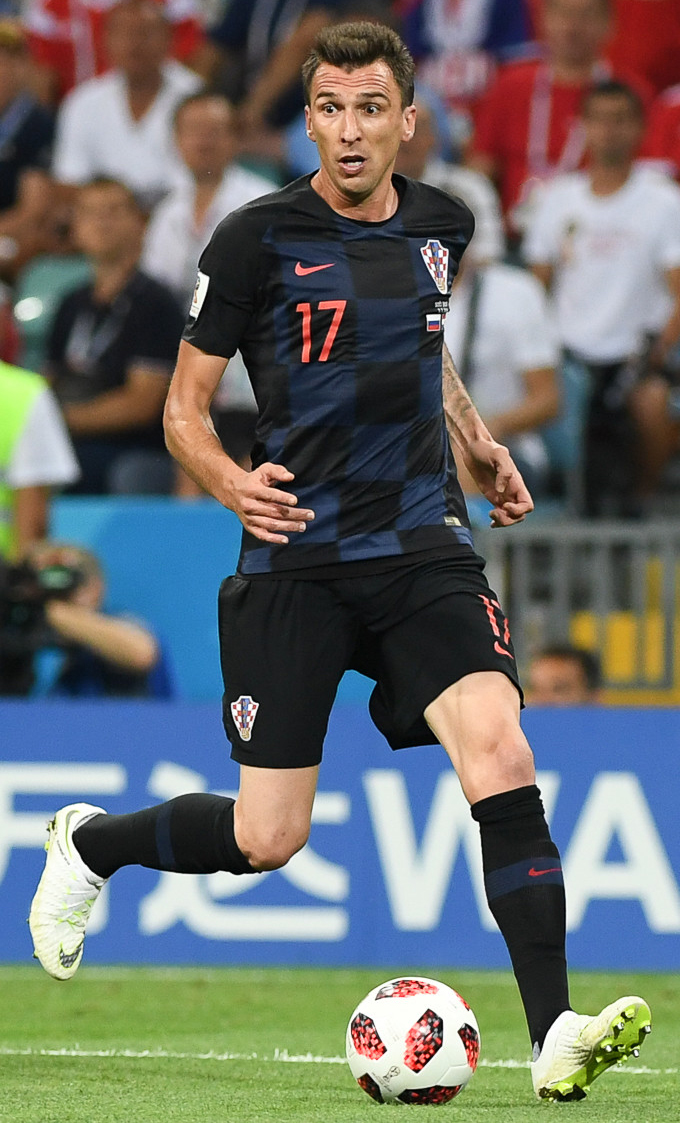
Mario Mandžukić (* 1986)